# TeenNick
 (транскр.  Тин ник) је амерички пеј-ТВ канал којим управља одсек ViacomCBS Domestic Media Networks у власништву предузећа ViacomCBS. Примарно намењен адолесцентима узрасти 13—18, његов програм садржи игране серије које је наследио од сестринског канала Nickelodeon, заједно са ноћним програмским блоком класичних Nick програма познати као NickRewind.
Канал је покренут 28. септембра 2009, када су се спојила два програмска блока којима су такође били тинејџери циљна публика: TEENick на каналу Nickelodeon и The N на каналу Noggin. Пре свог почетка као канала, простор канала TeenNick је одржаван на каналу Nickelodeon Games and Sports for Kids (1999—2007) и кратко као канал The N (2007—2009).